# Видела, Хорхе Рафаэль
Хо́рхе Рафаэ́ль Виде́ла Редо́ндо (исп. Jorge Rafael Videla Redondo, 2 августа 1925, Мерседес, пригород Буэнос-Айреса — 17 мая 2013, Буэнос-Айрес) — аргентинский военный, государственный и политический деятель, профессиональный военный, правитель («президент де-факто») Аргентины (1976—1981). Был привлечён к уголовной ответственности и приговорён к различным срокам тюремного заключения за преступления, совершённые военной хунтой в ходе Грязной войны 1970—1980-х годов.

## Биография
Прапрадед — Блас де Видела Паэс.

### Армейская карьера
Родился в столичном пригороде Мерседес в семье военнослужащего, третьим из пяти сыновей. В 1944 году окончил Национальный военный колледж, в 1952—1954 годах учился в штабном училище. В 1955 году участвовал в перевороте, свергнувшем президента Х. Перона. В 1958—1960 годах служил в министерстве обороны, в 1960—1962 годах глава Военной академии. В 1971 году стал бригадным генералом и директором Национального военного колледжа, а в 1973 году был назначен начальником генерального штаба сухопутных войск.
В ноябре 1970 года руководил подавлением волнений в Тукумане. 27 августа 1975 года президент Исабель Перон назначила его главнокомандующим сухопутными войсками. В том же году Хорхе Видела возглавил военную кампанию против Народно-революционной армии ERP в провинции Тукуман, в результате которой погибли сотни марксистских партизан.
В результате переворота 24 марта 1976 года, когда была свергнута президент Исабель Перон, вдова Х. Перона, возглавил военную хунту, в которую вместе с Виделой вошли адмирал Эмилио Эдуардо Массера и бригадный генерал Орландо Рамон Агости (командующий ВВС). 29 марта был назначен президентом.

### Террор
Придя к власти, военная хунта распустила Национальный конгресс, ввела цензуру, запретила профсоюзы, а государственное и муниципальное управление перешло под контроль военных. Военные объявили о начале «Процесса национальной реорганизации».
В стране установился режим террора; от 8960 (официальная статистика хунты) до 30 000 (оценки правозащитных организаций) человек пропало без вести. «Эскадроны смерти» (Аргентинский антикоммунистический альянс, 601-й разведывательный батальон и др.) по ночам похищали диссидентов или людей, подозреваемых в оппозиционной деятельности, и увозили их в неизвестном направлении, где их пытали и убивали. Солдаты заживо сбрасывали людей с вертолётов и самолётов в море и заливали бетоном женщин и подростков.
15 марта и 2 октября 1976 и 18 февраля 1977 года пережил покушения, организованные военными подразделениями коммунистической партии Аргентины и монтонерос.

### Экономическая политика
Всеми экономическими вопросами при хунте ведал министр экономики Хосе Мартинес де Ос. Теоретической основой программы новых реформ была теория laissez-faire — свободного рынка и невмешательства государства в экономику, а также идеи чикагской экономической школы, в частности, монетаризм Милтона Фридмана. Программа экономических преобразований Мартинеса де Оса включала в себя:
- 1. Либерализация экономики, приватизация большинства государственных предприятий.
- 2. Либерализация трудового законодательства, а также закрытие профсоюзов.
- 3. Снижение государственных расходов с целью уменьшения государственного долга.
- 4. Снятие таможенных ограничений для более активного привлечения иностранного капитала.
- 5. Борьба с инфляцией.
- 6. Опора на поддержку кредитных рынков и крупных финансовых структур.
- 7. Переориентация экономики страны на экспорт (в частности, сельскохозяйственного производства) с целью усилить конкурентоспособность отечественных предприятий.
- 8. Установление налога на стоимость при отмене налога на наследство.
- 9. Освобождение цен.

С 1976 по 1981 год в стране активно проводились вышеозначенные реформы. Несмотря на ряд трудностей, в целом, удалось достичь определённого успеха. Так, инфляция с 1975 по 1980 гг. упала в 2 раза, объём торгового экспорта вырос с 1975 по 1981 гг. в 2,7 раза. Рост ВВП в те годы не был высок — в среднем, в районе 1-3 %, тем не менее, это были довольно спокойные годы. Всего 9 % населения страны жило за чертой бедности, а безработица составляла лишь 4,2 %. Импорт в страну увеличился за эти же годы в 3 раза. Инвестиции в бизнес только за период 1976—1977 гг. выросли на 25 %, что говорило о выполнении главной цели реформ — либерализации экономики Аргентины и выход её на мировые рынки. Денежная политика также была, в целом, успешной — песо стало валютой с высокой покупательной способностью, недаром в этот период песо называли «сладкие деньги» — «plata dulce». Несмотря на некоторый рост социального неравенства, в целом, покупательная способность населения увеличилась, следовательно, увеличился уровень жизни (по крайней мере, для среднего класса).
Экономический кризис 1981—1983 гг. больно ударил по экономике страны, что привело к банкротству ряда предприятий, увеличил инфляцию и безработицу. Хосе Мартинес де Ос ушёл в отставку, а количество демонстраций против военного режима возросло.

### Внешняя политика
Внешняя политика Виделы была недальновидной. В 1977—1978 годах Аргентина оказалась на грани войны с Чили из-за нескольких островов в проливе Бигля (пограничный конфликт был урегулирован при посредничестве Папы Римского). Администрация Картера в США подвергла Виделу резкой критике из-за нарушений прав человека, хотя первоначально США относились к его режиму благожелательно.
В июне 1980 года Видела совершил визит в Китай.
В результате напряжённых отношений между тремя родами войск 29 марта 1981 года был отстранён от должности и заменён на посту президента начальником штаба армии генералом Роберто Эдуардо Виолой.

### Судебные процессы
Позднее, после восстановления демократии, в 1983 году привлечён к суду.
В 1985 году аргентинский суд приговорил Виделу к пожизненному заключению за нарушения прав человека в годы его правления, но в 1990 году президент Аргентины Карлос Менем помиловал бывшего правителя. В июне 1998 года Видела был арестован по обвинению в похищении детей политических противников и незаконном усыновлении их военными. В декабре того же года Швейцария выдала ордер на его арест по делу об исчезновении в 1977 году в Аргентине швейцарского и чилийского гражданина Алексиса Жаккара.
В 2003 году прокуратура Нюрнберга (Германия) выдала ордер на арест Виделы за убийство в период его правления двух граждан Германии, студентов Элизабет Кеземанн и Манфреда Цишанка. В сентябре 2006 года помилование, предоставленное экс-президенту в 1990 году, было объявлено неконституционным и отменено.
Судебное преследование было продолжено; 30 октября 2008 года он был арестован опять и помещён в военную тюрьму.
25 января 2010 года прокуратура Нюрнберга выдала международный ордер на его арест, на этот раз по делу о гибели немца Рольфа Ставовиока, пропавшего в годы военной диктатуры. 22 декабря того же года аргентинский суд во второй раз приговорил Виделу к пожизненному заключению по обвинении в организации убийства 31 политического заключённого. В своё оправдание Хорхе Видела заявил, что силой оружия он останавливал в стране хаос и насилие: «Это была справедливая война. Имевшие место крайности и ужас трудно оправдать, но их следует понимать в рамках той жестокости, которая присуща военному внутреннему конфликту». 1 марта следующего года начался очередной судебной процесс над Хорхе Виделой и экс-президентом Рейнальдо Биньоне по обвинению в 34 эпизодах похищения детей женщин-диссидентов, находившихся в заключении по политическим мотивам. Согласно материалам обвинения, у матерей отнимали детей в возрасте нескольких дней, а самих женщин в основном убивали, в том числе, сбрасывая с самолётов в море.
В апреле 2012 года в интервью аргентинским СМИ признался в политических репрессиях, сказав: «Мы должны были устранить большое количество людей». 5 июля 2012 года аргентинский суд приговорил Хорхе Виделу к 50 годам тюремного заключения за систематическое похищение малолетних детей политических оппонентов.

## Смерть
Хорхе Рафаэль Видела скончался во сне 17 мая 2013 года в возрасте 87 лет в тюрьме в пригороде Буэнос-Айреса, где он отбывал пожизненный срок за преступления против человечности. Представитель правительства Аргентины Хуан Медина заявил, что смерть наступила по естественным причинам.

## Семья
В 1948 году женился на Алисии Ракель Хартридж, дочери посла.
Семь детей: Мария Кристина (1949), Хорхе Орасио (1950), Алехандро Эухенио (1951—1971), Мэри Элизабет (1958), Педро Игнасио (1966), Фернандо Габриэль (1961) и Рафаэль Патрисио (1953). Двое последних — офицеры армии Аргентины.

## Награды
- : Высший орден Хризантемы (1979)[23]